# An Eastern Westerner
An Eastern Westerner é uma curta-metragem norte-americana de 1920, do gênero comédia e faroeste, protagonizado por Harold Lloyd. Cópia do filme existe.

## Elenco
- Harold Lloyd - o Garoto
- Mildred Davis - a Gatora
- Noah Young
- James T. Kelley (como Jim Kelley)
- Sammy Brooks
- Mark Jones
- Wallace Howe
- Belle Mitchell (não creditada)
- William Gillespie (não creditado
- Charles Stevenson (não creditado)
- Ben Corbett - Rope Twirler (não creditado)